# Mihail Andrejevič Allahverdov
Mihail Andrejevič Allahverdov (rusko Михаил Андреевич Аллахвердов), sovjetski general, * 1900, † 1968.

## Življenjepis
V letih 1941−1944 je bil rezident za zunanje preiskave v Afganistanu, nato pa je bil do konca vojne v 1. direktoratu NKVD.
Upokojil se je leta 1955.